# Dècada del 1650 aC

## Esdeveniments
- c. 1655 aC — Mor Tan-Uli, rei d'Elam de la dinastia Epàrtida.
- c. 1650 aC — Els grecs colonitzen Micenes mentre a Creta el rei Minos aconsegueix reconstruir Cnossos i altres ciutats destruïdes uns anys abans pel terratrèmol.
- Antic Egipte: la dinastia XVI de Tebes sota Sekhemre Wahkhau Rehotep emergeix com un nou poder i es converteix en la dissetena dinastia d'Egipte; la dinastia XIII queda convertida en una senyoria local vassalla i desconeix al rei dels hicsos.
- 1650 aC - S'elabora el Papir de Rhind
- 1650 aC - Hattusilis I, rei dels hitites